# Simulium carpathicum
Simulium carpathicum es una especie de insecto del género Simulium, familia Simuliidae, orden Diptera.
Fue descrita científicamente por Knoz, 1961.